# Museu da Paz da Escola Elementar Honkawa
O Museu da Paz da Escola Primária de Honkawa (本 川 小学校 平和 資料 館Honkawa Shogakkou Heiwa Shiryokan ) é um museu da Paz em Honkawacho, Naka-ku, Hiroshima, Japão .
A escola era a mais próxima do marco zero do bombardeio de Hiroshima . Eles perderam cerca de 400 alunos e mais de 10 professores, e o prédio sofreu grandes danos com a bomba atômica lançada em 6 de Agosto de 1945.
O Museu da Paz é parte do prédio da escola com o porão da antiga Escola Primária Honkawa da Cidade de Hiroshima   ; é mantido como um local para se aprender sobre a importância da paz. O museu é administrado pela Escola Elementar School PTA, bem como por ex-membros da PTA, e é limpo e mantido pelos alunos.
O serviço memorial para os alunos e professores mortos na explosão é realizado todo dia 5 de Agosto na escola. A escola também apareceu no mangá Barefoot Gen, escrito por Keiji Nakazawa .

## História

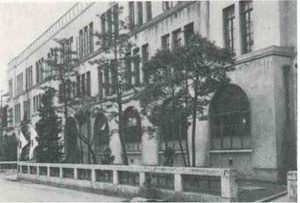
Antes da bomba atômica, por volta de 1935

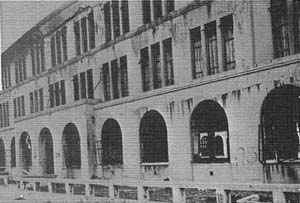
Depois da bomba atômica

A escola foi inaugurada no Myocho-ji, um templo da seita Nichiren, em 10 de Janeiro de 1873. Eles construíram um edifício escolar independente no endereço atual em 1884. Em Julho de 1928, a escola construiu um novo prédio, que foi o primeiro prédio escolar de concreto armado em Hiroshima.
Durante a Segunda Guerra Mundial, os alunos da terceira série ou mais velhos foram evacuados para outra escola nos subúrbios em Abril de 1945. Poucos meses depois, em 6 de Agosto de 1945, cerca de 400 alunos e mais de 10 professores foram mortos pela bomba atômica que foi lançada sobre Hiroshima. Em Fevereiro de 1946 a escola reabriu com 45 alunos e 4 professores, mas eles não tinham nenhum material escolar e o prédio ainda não havia sido totalmente reformado. Em 1947, o reverendo Arthur Powell Davies encorajou sua congregação na Igreja All Souls a doar meia tonelada de material escolar para a escola primária de Honkawa. Os alunos fizeram desenhos em agradecimento e os enviaram para a Igreja All Souls.
Em Junho de 1947, a escola foi renomeada como Escola Elementar da Cidade de Hiroshima. Em 1950, foi designada como "Escola da Cidade Memorial da Paz" pelo Ministério da Educação. O novo prédio da escola foi construído e parte do antigo prédio foi inaugurado como Museu da Paz em abril de 1988. Um memorial para as vítimas da bomba atômica foi construído em novembro de 1998.
O número total de visitantes do museu chegou a 100.000 em setembro de 1998. Uma coleção de histórias sobre a bomba atômica, Negai foi escrita em Março de 2005. Os alunos participaram da Cerimônia do Memorial da Paz de Hiroshima e realizaram o Compromisso com a Paz como representantes das crianças em 6 de Agosto de 2005. Mais recentemente, em Março de 2006, cerejeiras foram plantadas em memória do bombardeio.

## Museu

### Exposições
- Fotografias
- Fotos e caligrafias de alunos da escola
- Objetos danificados
- Mil guindastes de papel de escolas e pessoas

### Programas educacionais
- Serviços de Guia Voluntário - é necessário marcar com antecedência
  - pelos sobreviventes da bomba atômica para os visitantes
  - pelos alunos da escola para os alunos visitantes de outras escolas